# Lockheed Ventura
Lockheed Ventura – amerykański samolot bombowy i patrolowy, używany także jako myśliwiec nocny, zaprojektowany i budowany w firmie Lockheed Corporation. Ventura był zmilitaryzowaną wersją samolotu pasażerskiego Lockheed Model 18 Lodestar i powstał jako następca Lockheeda Hudson.
W okresie II wojny światowej używany był w wielu wersjach i rolach przez siły lotnicze Armii i Marynarki Stanów Zjednoczonych, Wielkiej Brytanii, Kanady, Australii, Nowej Zelandii i RPA, po wojnie używany był także przez siły powietrzne Francji, Włoch, Japonii, Holandii, Peru i Portugalii.
Z wyjątkiem nieudanego debiutu bojowego w barwach brytyjskiego RAF-u, samolot oceniany był bardzo wysoko przez jego użytkowników.  Ventury były bardzo lubiane za ich solidną budowę, wytrzymałość oraz uzbrojenie

## Historia
W 1939, po wybuchu II wojny światowej, nowo utworzona brytyjska komisja British Purchasing Commision (BPC) zaczęła zamawiać duże ilości nowych samolotów, szczególnie ze Stanów Zjednoczonych, które miał uzupełnić i zastąpić samoloty będące już w służbie Royal Air Force (RAF). Komisja zwróciła się do Lockheeda z prośbą o zaprojektowanie samolotu patrolowego do zwalczania okrętów podwodnych (ZOP) o dużym zasięgu który miał zastąpić używany wówczas samolot patrolowy Lockheed Hudson. W odpowiedzi Lockheed zaproponował zmilitaryzowaną wersję samolotu pasażerskiego Lockheed Model 18 Lodestar. Nowy samolot który otrzymał oznaczenie fabryczne Model 37-21-01 przypominał nieco jego poprzednika, Hudsona, ale była to zupełnie nowa konstrukcja bazująca bezpośrednio na cywilnym Loadstarze.
W porównaniu z jego cywilnym odpowiednikiem, Model 37 otrzymał silniki o większej mocy, 2000-konne Pratt & Whitney R-1850 S1A4-G Double Wasp, zmieniono także nieco kształt dolnej, tylnej części kadłuba gdzie w charakterystycznym uskoku zainstalowano dwa ruchome karabiny maszynowe kalibru 7,7 mm. W dwa takie same karabiny maszynowe zostało uzbrojone przednie, przeszklone stanowisko bombardiera oraz górna wieżyczka Boulton Paul Type C, dwa nieruchome karabiny zostały także umieszczone w górnej, przedniej części kadłuba bezpośrednio przed kabiną pilota.
Użycie silników o większej mocy niż w oryginalnym samolocie cywilnym wprowadziło problem konstrukcyjny, którego rozwiązanie stanowiło jedną z najbardziej charakterystycznych cech Ventury. Brytyjczycy chcieli aby nowy samolot wszedł do produkcji jak najszybciej, bez żadnych poważnych zmian do jego konstrukcji, ale użycie silników o większej mocy wymagało zainstalowania śmigieł o większej średnicy i przeniesienia gondoli silnikowych dalej od kadłuba. Aby tego uniknąć, zdecydowano użyć śmigieł o bardzo szerokich płatach (tzw. paddle-bladed) co wraz z bliskością końcówek śmigieł do kadłuba dawało im bardzo unikalny dźwięk, brzmiący zupełnie inaczej niż wszystkie inne ówczesne samoloty.
Szacowana osiągi samolotu, prędkość maksymalna 312 mil na godzinę, zasięg 900 mil i ładunek bombowy do 2500 funtów (odpowiednio 502 km/h, 1550 km i 1134 kg), były na tyle obiecujące, że British Purchasing Commission zamówił w lutym 1940 dwadzieścia pięć egzemplarzy tego samolotu.
Produkcję pierwszych egzemplarzy zlecono zakładom Vega, fili Lockheeda. Zgodnie z brytyjskimi zwyczajami nazewnictwa samolotów (aliteracja), samolot otrzymał nazwę zaczynającą się na literę „V” - Ventura (w wolnym tłumaczeniu „szczęśliwa gwiazda”).
Pierwszy lot nowego samolotu, Ventura Mk. I (brytyjski numer seryjny AE658), odbył się 31 lipca 1941 i po jego oblataniu, BCP zamówił następnych 650 egzemplarzy. Ostatecznie jednak z tej liczby RAF i inne siły powietrzne Wspólnoty Brytyjskiej otrzymały tylko 394 samoloty, reszta z nich została przejęta przez United States Army Air Forces (AAF) po japońskim ataku na Pearl Harbor.
W późniejszym czasie powstało jeszcze kilka wersji różniących się jedynie szczegółami konstrukcyjnymi i uzbrojeniem, łącznie pomiędzy grudniem 1941 a majem 1944 w zakładach Lockheed-Vega wyprodukowano 2493 samoloty tego typu.
Samoloty używane przez siły powietrzne Wspólnoty Brytyjskiej znane były jako Vega Ventura, a samoloty AAF nosiły oznaczenia B/RB-34, O-56 i B-47. Pierwszym modelem samolotu przeznaczonym dla United States Navy (USN) był PV-1 Ventura z 1942 różniący się jedynie wyposażeniem od samolotów AAF. W 1943 oblatano całkowicie morską wersję samolotu o zwiększonej rozpiętości skrzydeł i większym zasięgu, ale mniejszej prędkości maksymalnej o nazwie PV-2 Harpoon.

## Użytkownicy

### Aeronautica Militare
W latach 50. włoskie dywizjony ZOP, 86º i 86º Gruppo Antisommergibili, zostały wyposażone w samoloty PV-2 które zostały wycofane w 1957 po wprowadzeniu nowocześniejszych Grumman S2F Tracker.

### Força Aérea Brasileira
W czasie wojny Brazylijskie Siły Powietrzne miały na wyposażeniu PV-1 i PV-2. FAB otrzymał czternaście samolotów w wersji PV-1, w służbie brazylijskiej nosiły oznaczenie B-34, oraz sześć PV-2 które otrzymały oznaczenie B-34A. W samoloty były wyposażone najpierw 1° Grupo de Bombardeio Mėdio, a później także 2° Grupo de Bombardeio Mėdio. Niektóre z samolotów pozostały na służbie do lat 50., niektóre z nich zostały przebudowane na samoloty transportowe.

### Força Aérea Portuguesa
W 1954 Portugalskie Siły Powietrzne otrzymały osiemnaście byłych holenderskich Harpunów, a w późniejszym czasie 24 dodatkowe maszyny, niektóre z nich z Francji, nosiły portugalskie numery seryjne 4601/4642. Samoloty używane były przez dywizjon zwiadu morskiego, Esquadrão de Reconhecimento Maritimo. W późniejszych latach, niektóre z samolotów służyły w Esquadrão 9 w operacjach przeciwpartyzanckich w Angoli.

### Francja

#### Forces Aériennes Françaises Libres/Armée de l'Air
W czasie wojny niewielka ilość PV-1 została przekazana Siłom Powietrznym Wolnej Francji. Używane były przez Flotille 6F jeszcze we wczesnym okresie powojennym, kiedy już w Armée de l'Air zostały zastąpione przez samoloty Bloch MB 175.

#### Aéronavale
W okresie powojennym francuskie lotnictwo morskie, Aéronavale, otrzymało niewielką ilość PV-2 które były używane przede wszystkim przez Escadrille de Servitude 125. W późniejszym czasie zostały przekazane do Portugalii.

### Fuerza Aérea del Perú
Peruwiańskie lotnictwo używało niewielkiej ilości PV-2 w latach 50. i 60., wyposażony w nie był jeden dywizjon zwiadu morskiego.

### Kaijō Jieitai
Na początku lat 50. Japońskie Morskie Siły Samoobrony otrzymały siedemnaście PV-2 (japońskie numery seryjne 4104/4117). Jeden z tych samolotów został rozbity w 1955, pozostałe otrzymały nowe numery seryjne 4571/4586.

### Marine-Luchtvaartdienst
Pomiędzy wrześniem 1951 a grudniem 1953 siły powietrzne holenderskiej Koninklijke Marine miały na stanie osiemnaście PV-2 (holenderskie numery seryjne 19-1/18), w samoloty wyposażony był 320 Dywizjon. Po wycofaniu ze służby, samoloty zostały przekazane do Portugalii.

### Royal Air Force
Pierwsze samoloty zamówione przez brytyjski Royal Air Force zostały dostarczone do Wielkiej Brytanii drogą morską w kwietniu 1942. W tym czasie postanowiono zmienić rolę samolotu, z patrolowego na dzienny samolot bombowy, w tej roli nowe Ventury miały zastąpić nieadekwatne Blenheimy.
Pierwszym dywizjonem wyposażonym w samoloty w wersji Ventura I był No. 21 Squadron, który osiągnął status operacyjny w maju 1942 i odbył pierwszy lot bojowy 3 listopada. Oprócz 21 Dywizjonu, tylko dwa inne dywizjony, obydwa należące do No. 2 Group, zostały wyposażone w Ventury I i II – australijski No. 464 i nowozelandzki No. 487. Ventury od początku nie były lubiane przez ich załogi, samolot był wolniejszy i mniej zwrotny od wchodzącego właśnie do służby de Havilland Mosquito i uważano, że nie był wyraźnie lepszy od Hudsona którego miał zastąpić. Według popularnego wówczas dowcipu załóg RAF jedyną rzeczą w której Ventura prześcigała Hudsona było większe spożycie paliwa.
Pierwsze loty bojowe Ventur odbyły się 3 listopada 1942, w tym i w następnych nalotach, stacjonujące w Mildenhall dywizjony atakowały cele w Holandii.
6 grudnia 1942 47 Ventur z tych dywizjonów, wraz z innymi dywizjonami, wzięły udział w nalocie na fabrykę Phillipsa w Eindhoven produkującą lampy elektronowe. Nalot został uznany za bardzo udany, ale z biorących w nim udziału Ventur, dziewięć zostało zestrzelonych, a dalszych 37 uszkodzonych. Po nalocie częściowo zmieniono styl operacji Ventur z ataków na małych wysokościach na naloty na średnim pułapie. W tej roli Ventury często atakowały lotniska, węzły transportowe i obiekty przemysłowe w okupowanej Francji i Holandii.
3 maja 1943, 11 samolotów z Dywizjonu 487 wzięło udział w nalocie na elektrownię w Amsterdamie (Operacja Ramrod 16). Wszystkie samoloty zostały zestrzelone przez niemieckie myśliwce, dowódca lotu squadron leader L. H. Trent, który dostał się do niewoli, został po wojnie odznaczony najwyższym brytyjskim odznaczeniem wojskowym Victoria Cross za odwagę i przywództwo pokazane w nalocie.
W połowie 1943 Ventury zaczęto zastępować szybszymi de Havilland Mosquito, ostatni lot bojowy Ventur z No. 2 Group odbył się 9 września 1943. Pomiędzy listopadem 1942 a wrześniem 1943 Ventury z Dywizjonów 20, 464 i 487 wykonały 1251 lotów bojowych tracąc przy tym 30-35 samolotów.
Część samolotów zostało przebudowane do wersji G.R.I i wraz z samolotami w wersji G.R.V służyły w dywizjonach 519 i 521 należących do Coastal Command i stacjonujących przy Morzu Śródziemnym dywizjonach No. 13 i No. 500. Ventury używane były także do zadań specjalnych i wyszukiwania min przez śródziemnomorski No. 624 Squadron. 19 maja 1944 Ventura z Dywizjonu 500 brała udział w zatopieniu U-Boota „U-960”. Jesienią 1944 wszystkie Ventury w dywizjonach bojowych zostały zastąpione przez samoloty Martin Baltimore IV/V.
Ventury w wersji G.R. V był używane przez RAF do końca wojny, głównie jako samoloty transportowe i meteorologiczne, przez Dywizjony: 251, 299, 519, 521 i 624. Jesienią 1943 Ventury Mk. II weszły na krótko na wyposażenie Dywizjonu 624 i używane były do zrzutów agentów i zaopatrzenia dla grup partyzanckich w Europie.

### Royal Australian Air Force
W 1943 australijski RAAF otrzymał dwie serie samolotów. Pierwsza seria składała się z dwudziestu maszyn w wersjach Mk I i Mk II (australijskiej numery seryjne A59-1/9 i A59-11/18 - Mk. I i A59-10 i A59-19/20 - Mk. II). Druga seria została dostarczona pomiędzy 23 czerwca 1943 a 2 lipca 1944 (numery seryjne A59-50/104 - PV-1). Większość samolotów używana była przez No 13 Squadron, kilka służyło także w No. 1 i 11 Communication Unit.
W 13 Dywizjonie Ventury zastąpiły używane wcześniej Hudsony i po intensywnym okresie szkoleniowym trwającym do grudnia 1943, australijskie Ventury rozpoczęły patrole ZOP po przeniesieniu dywizjonu do Cooktown w północnym Queensland. We wrześniu Dywizjon został przeniesiony na Półwysep Gove skąd pomiędzy wrześniem a grudniem 1944 wykonał ponad 300 l lotów bojowych. Jednym z lotników służących w 13 Dywizjonie był Gough Whitlam, późniejszy premier Australii.
Począwszy od 1945 tempo operacyjne 13 Dywizjonu zmniejszyło się z powodu coraz mniejszej obecności i aktywności przeciwnika w rejonie Timoru i bezpośredniej bliskości Australii. W kwietniu rozpoczęto przenoszenie Dywizjonu na Labuan, a w lipcu dotarł on na Filipiny. W końcowym okresie wojny Dywizjon wykonywał głównie loty patrolowe z minimalnym kontaktem z przeciwnikiem.
Ventury RAAF-u zostały wycofane ze służby w roku finansowym 1946/47, część z nich została sprzedana użytkownikom prywatnym, ostatnie dwie maszyny (A59-6 i -17) zostały sprzedane w lutym 1953.

### Royal Canadian Air Force
Royal Canadian Air Force otrzymał 149 samolotów z zamówień RAF-u które zachowały ich brytyjskie numery seryjne, 21 samolotów w wersji Ventura I, 108 Mk. II/IIA i 20 G.R.V, a także 137 amerykańskich PV-1 (które otrzymały kanadyjskie numery seryjne 2141/2277). Samoloty w wersji I i II były używane przez No. 340 Operational Training Unit i No. 1 Central Flying School. Samoloty w wersji G.R.V i PV-1 zostały przydzielone morskim dywizjonom bombowo-zwiadowczym (Bomber Reconnaissance) No. 8, 113, 115, 145 i 149. Dywizjony brały głównie udział w operacjach patrolowych i ZOP.
Pierwszy samolot Ventura I został dostarczony w czerwcu 1942, ostatni G.R.V został wycofany ze służby w kwietniu 1947.
Przynajmniej jeden z kanadyjskich samolotów (AE680) został wyposażony w narty, zamiast podwozia kołowego.
8 Dywizjon stacjonował na zachodnim wybrzeżu Kanady, w latach 1942-43 służył na Alasce, został rozwiązany 25 maja 1945. 113 Dywizjon został stworzony na wschodnim wybrzeżu 15 lutego 1942 i został wyposażony w Ventury w kwietniu 1943, bazował w Nowej Szkocji, został rozwiązany 23 sierpnia 1943. Dywizjon 115 powstał w sierpniu 1941, służył w Brytyjskiej Kolumbii do jego rozwiązania 23 sierpnia 1944 Przedwojenny Dywizjon 149 służył na Alasce, został rozwiązany 15 marca 1944.

### Royal New Zealand Air Force
Już na początku 1943 dowództwo RNZAF rozpoczęło starania o zastąpienie używanych przez nich Hudsonów nowocześniejszymi samolotami, logicznym wyborem był zbliżony w konstrukcji PV-1.
Pierwsza dostawa Ventury do Nowej Zelandii liczyła 45 PV-1 i 23 RB-34, zostały one przydzielone do No. 1 i No. 4 Bomber Reconnaissace Squadron. RB-34 które otrzymał 4 Dywizjon były używane wcześniej przez amerykańską 304th Bomb Group, samoloty nie były z najlepszym stanie, notowano liczne awarie oraz wypadki związane z ich stanem technicznym. Następnymi jednostkami wyposażonymi w Ventury zostały dywizjony No. 2 i No. 9 w których także w początkowym okresie szkoleniowym zanotowano wiele problemów z samolotami i kilka wypadków.
Ventury używane były przez dywizjony No. 1, 2, 3, 4, 8 i 9, a w czasie wojny RNZAF otrzymał łącznie 139 Ventur w dwóch wersjach; 116 PV-1 (nowozelandzkie numery seryjne NZ4501/4582 i 4606/4639) oraz 23 B-34A-1-VE (NZ4583/4605).
Pierwszym dywizjonem który uzyskał status operacyjny był No. 1 który rozpoczął operacje bojowe na Guadalcanalu w październiku 1943, stacjonował następnie na Nowej Georgii i powrócił do Nowej Zelandii po zakończeniu tury bojowej w lutym 1944.
24 grudnia 1943 Ventura z No. 1 Squadron została zaatakowana przez pięć japońskich myśliwców Zero. W czasie boju pomiędzy samotną Venturą a pięcioma Zerami, nowozelandzka załoga zestrzeliła trzy japońskie myśliwce i uszkodziła dwa pozostałe. Zdarzenie to zasługuje na szczególną uwagę, ale nie było ono jedyne tego typu, bardzo solidnie zbudowane Ventury znakomicie radziły sobie z japońskimi myśliwcami i zapisały na swoje konto kilkadziesiąt zestrzelonych samolotów japońskich.
2 Dywizjon służył na Santo, Guadalcanalu, Nowej Georgii i Bougainville pomiędzy listopadem 1943 a majem 1944. 9 Dywizjon służył początkowo w Nowej Zelandii, a później na Santo, Bougainville, Fidżi i Emirau od listopada 1943 do końca wojny. 4 Dywizjon stacjonował na Fidżi, Emirau, Guadalcanalu i Los Negros od połowy 1943 do końca wojny. 3 i 8 Dywizjon otrzymały Ventury i w czasie wojny operowały z Fidżi, Santo, Guadalcanalu, Bougainville i Emirau.
Nowozelandzkie dywizjony brały udział w operacjach ofensywnych, używane były także do zadań foto-rozpoznawczych i ratownictwa morskiego (SAR). Począwszy od marca 1945 rola dywizjonów została zmieniona z bombowo-rozpoznawczych, na myśliwsko-bombowe.
Od października 1944 w RNZAF operowało sześć dywizjonów wyposażonych w Ventury oraz jedna jednostka szkoleniowa, No. 1 Bomber Operational Training Unit. Dywizjony bojowe służyły na zasadzie rotacji - dwa znajdowały się w rejonie Salomonów, dwa na tyłach w Santo lub Fidżi, a dwa na odpoczynku w Nowej Zelandii.
W marcu 1945 rozwiązano pierwszy dywizjon Ventur, No. 8, w maju rozwiązano 9 Dywizjon po zakończeniu jego tury bojowej na Emirau. Do końca wojny rozwiązano następne dywizjony, w momencie jej zakończenia istniały jeszcze tylko dwa aktywne dywizjony wyposażone w Ventury. Ostatnie nowozelandzkie Ventury zostały wycofane ze służby w 1946 po rozwiązaniu No. 2 Squadron.
W czasie wojny RNZAF straciły 40 Ventur w wypadkach i operacjach bojowych, 96 innych zostało sprzedanych na złom. Jedyną nowozelandzką Venturą która przetrwała do współczesnych czasów jest RB-34 (numer seryjny NZ4600) znajdująca się w Museum of Transport and Technology w Auckland.

### South African Air Force
Południowoafrykańskie Siły Powietrzne otrzymały 135 samolotów w wersjach Mk. I i II (numery seryjne SAAF 6001/6135) i 133 samoloty w wersji Mr. V. W samoloty wyposażono pięć jednostek (Dywizjony 22, 23, 25, 27 i 29) z których część stacjonował w Południowej Afryce i patrolowała tamtejsze wody, a pozostałe brały udział w walkach w basenie Morza Śródziemnego, używane były do zadań ZOP i zwalczania żeglugi przeciwnika.
W okresie powojennym SAAF używał Ventur V jeszcze do lat 60.

### Stany Zjednoczone

#### Army Air Forces
Siły powietrzne Armii Amerykańskiej używały samolotów w różnych odmianach wersji B-34 (BR-34) do zadań szkoleniowych (szkolenie pilotów, bombardierów, nawigatorów i strzelców) oraz z bardzo ograniczonym zakresie do zadań patrolowych.

#### United States Marine Corps
United States Marine Corps używał samolotów w wersji PV-1 jako myśliwców nocnych. Decyzja o stworzeniu dywizjonów nocnych myśliwców zapadła w styczniu 1942, a w marcu USMC otrzymał pozwolenia na utworzenie ośmiu 12-samolotowych dywizjonów. Maszyna Lockheeda została wybrana z powodu braku innych, odpowiednich samolotów, Northrop P-61 Black Widow nie był jeszcze gotowy do użycia bojowego, a strona brytyjska nie mogła obiecać odpowiednich dostaw samolotów Bristol Beaufighter i de Havilland Mosquito. Ventury oferowały dobrą prędkość maksymalną, zwrotność i były wystarczająco duże aby mogły przenosić duże radary, do ich wad należał stosunkowo niski pułap maksymalny oraz brak hamulców aerodynamicznych przez co Ventury nie mogły szybko wytracać prędkości.
Dywizjon VMF(N)-531 został sformowany w 1942, po zakończeniu okresu szkoleniowego został przeniesiony na Wyspy Russela i brał udział w walkach o Guadalcanal. W praktyce okazało się, że większość japońskich samolotów które dokonywały nocnych nalotów nie wchodziły na pułap powyżej 25 tysięcy stóp (7600 m) i Ventury nie miał problemów z ich przechwytywaniem.

#### United States Navy
W służbie United States Navy samolot używany był w wielu rolach, jako samolot patrolowy, ZOP, bombowy i szturmowy. Używany był w czasie bitwy o Atlantyk do zwalczania niemieckich okrętów podwodnych (zatopiły lub brały udział w zatopieniu U-174, U-591, U-615, U-604, U-279, U-761), oraz na całym terenie Pacyfiku; na północnym Pacyfiku w czasie bojów o Aleuty, na środkowym Pacyfiku i na południowym i południowo-wschodnim Pacyfiku.

### Użytkownicy cywilni
Po zakończeniu II wojny światowej znaczna liczba Ventur została zakupiona przez firmy i osoby prywatne. Amerykańska firma Howard Aero produkowała cywilne wersje Ventury, znane jako Howard 350 i Howard 500, które były używane jako bardzo szybkie samoloty pasażerskie. Niektóre z samolotów Howarda latały jeszcze na początku lat 90.

## Ocena samolotu
Pierwsze oceny brytyjskich pilotów o nowo dostarczonych Venturach były bardzo krytyczne. W tym czasie na uzbrojenie brytyjskich dywizjonów wchodziły już samoloty de Havilland Mosquito, które w porównaniu z Venturami były szybsze i bardziej zwrotne, załogi 21 Dywizjonu które jako pierwsze otrzymały Ventury określały je mianem „świni”. Jedną z największych wad brytyjskich Ventur było stosunkowo słabe uzbrojenie obronne składające się z karabinów maszynowych kalibru 7,7 mm które miały stosunkowo małą siłę rażącą w walce z niemieckimi myśliwcami. Dowódca brytyjskiego zgrupowania lotniczego 2nd Tactical Air Force stwierdził, że: „Ventura jest całkowicie zła, powolna, ciężka, niezwrotna i pozbawiona dobrego uzbrojenia obronnego”. Dla Brytyjczyków jedyną pozytywną cechą Ventury była duża wytrzymałość tych samolotów na uszkodzenia bojowe.
Oceny większości amerykańskich załóg które latały na Venturach były skrajnie różne od brytyjskich doświadczeń. Ventury były bardzo lubiane za ich solidną budowę i wytrzymałość na uszkodzenia oraz znakomite uzbrojenie. W wersji amerykańskiej samoloty były uzbrojone w karabiny maszynowe 12,7 mm które miały znacznie większą siłę niszczącą niż brytyjskie karabiny maszynowe 7,7 mm.
Oceny załóg australijskich, kanadyjskich i nowozelandzkich były także jednoznacznie pozytywne. Samoloty były uważana za szybkie i bardzo wytrzymałe na uszkodzenia. Kanadyjskie załogi uważały, że znakomicie nadawał się do roli do jakiej był oryginalnie zbudowany - morskiego samolotu patrolowego ZOP.
O ile Brytyjczycy byli bardzo zawiedzeni niską ich zdaniem prędkością maksymalną samolotu oraz słabym uzbrojeniem, o tyle weterani bitwy o Atlantyk i piloci który latali przeciwko japońskim samolotom mieli zupełnie odmienne wrażenia. Jednym z powodów różnic zdań na ten temat jest na pewno typy wieżyczki używanej przez brytyjskie i nie-brytyjskie Ventury. Używane przez RAF Ventury miały stosunkowo dużą, bulwiastą wieżyczkę Boulton-Paul z dwoma karabinami maszynowymi 7,7 mm, amerykańskie Ventury miały znacznie bardziej aerodynamiczną i mniejszą wieżyczkę Martin z karabinami 12,7 mm. Już sama zamiana wieżyczki miała wpływ na prędkość maksymalną i zwrotność samolotu w różnych wersjach.
Amerykańskie Ventury w wersji we wczesnych wersjach (przed PV-2 która poświęciła prędkość maksymalną na ładowność i zasięg) były szybsze od ówczesnych japońskich myśliwców. Na niskich pułapach, PV-1 bez ładunku bombowego był szybszy od japońskich myśliwców Zero oraz Kawasaki Ki-61. Brytyjczycy określali Ventury jako mało zwrotne, a amerykańscy piloci używali Ventur jako myśliwców eskortowych, których (w amerykańskiej wersji) uzbrojenie strzeleckie i wystarczająca według Amerykanów zwrotność, pozwalała Venturom na nawiązanie walki z japońskimi myśliwcami.
Różnice w ocenie samolotów wywodzą się zapewne także ze sposobów w jaki były one używane. US Navy, RAAF i RNAAF używały Ventur pojedynczo lub w małych grupach do sześciu samolotów, do agresywnych, taktycznych zwiadów bojowych, a RAF używał dużych grup 12 do 21 samolotów w nalotach na dobrze bronione cele.

## Wersje
Ventura Mk. I / Ventura G.R.I;
Pierwszy model zamówiony przez Wielką Brytanię (Model 37-21-01), 188 samolotów (brytyjskie numery seryjne AE658/845). Samoloty napędzane były 1850-konnymi silnikami Pratt & Whitney Double Wasp S1A4-G. Kilka z samolotów, między innymi AE659 i 662, było testowanych z amerykańskimi oznaczeniami lotniczymi. Drugi z wymienionych samolotów pozostał w zakładach Lockheeda jako latające laboratorium przeznaczone do testowania gondoli silnikowych i silników Lockheeda Constellation. W tej wersji napęd stanowiły 2200-konne silniki Wright R-3350, sam samolot był znany żartobliwie jako Ventilation (połączenie nazw Ventura i Constallation).
Samoloty zostały zaakceptowane do służby w RAF-ie we wrześniu 1941 i większość z nich dostarczono drogą lotniczą, przez Atlantyk, do Wielkiej Brytanii, trzy samoloty zostały rozbite podczas dostawy.
21 samolotów z wczesnej serii produkcyjnej (AE658/9, 661, 663/674, 676/8, 696, 703 i 728) zostało przekazanych do Royal Canadian Air Force, przynajmniej sześć (AE690, 694, 727, 752, 756) zostało przekazanych South African Air Force, jeden (powyższy Ventilation) został zatrzymany przez Lockheeda.
Po wycofaniu brytyjskich Ventur z roli bombowców, samoloty zostały przekazane w 1943 do Coastal Command 1943 gdzie służyły do zadań patrolowych jako Ventura G.R.I.
Ventura Mk. II
Wersja bardzo zbliżona do modelu Mk. I (Model 37-27-01), główne różnice polegały na użyciu 2000-konnych silników Pratt & Whitney R-2800-3 zbudowanych według wojskowych specyfikacji (silniki Ventury I były cywilną wersją), powiększonym luku bombowym przystosowanym do przenoszenia do 3000 funtów bomb (1360 kg) lub 780 galonowego (2953 l) zbiornika z paliwem.
Łącznie wyprodukowano 487 samolotów w tej wersji (brytyjskie numery seryjne AE846/957 i AJ163/537) z czego jedyny 196 zostało dostarczonych siłom powietrznym Commonwealthu (RAF, RCAF i SAAF), a 264 zostało zatrzymanych przez AAF z oznaczeniem Model 37 (R-Model 37 począwszy od października 1942, „R”, restricted, „ograniczonego użycia”), ostatnie 27 zostało przekazanych US Navy jako PV-3. W służbie AAF znane były jako B-34, później RB-34.
Ventura Mk. IIA
200 egzemplarzy zamówionych w ramach umowy Lend-Lease jako Ventura Mk. IIA (Model 137-27-02) i B-34-VE (brytyjskie numery seryjne FD568/767 i numery seryjne AAF 41-38020/38219). Główne różnice z wersją Mk. II polegały na zainstalowaniu amerykańskiego, a nie brytyjskiego wyposażenie i zamianę górnej wieżyczki na amerykańską, uzbrojoną w dwa karabiny maszynowe 12,7 mm, zamiast 7,7 mm. Tylko 25 z samolotów z tej serii dostarczono RAF, znaczna część została przejęta przez AAF jako RB-34-VE, B-34-VE i B-34B-VE, 45 przekazano do RCAF, 20 otrzymał RAAF (A59-1/20), a 23 RNZAF (NZ4583/4605).
Ventura Mk. III
Planowana (Model 137-96-03) ale niezrealizowana seria produkcyjna wersji O-56-LO (B-37-LO) z silnikami Wright R-2600-13.
Ventura G.R.V / C.V
Produkowane w ramach kontraktu US Navy na PV-1, ale przeznaczone dla brytyjskiego Coastal Command, wszystkie dane techniczne jak PV-1. Łącznie zbudowano 387 samolotów w tej wersji (brytyjskie numery seryjne FN956/999, FP537/684, JS889/984, JT800/898), wiele z nich zostało przekazanych do RAAF-u, RCAF-u, RNZAF-u i SAAF-u. Część z samolotów RAF-u zostało w późniejszych czasie przebudowanych jako samoloty transportowe, służyły z oznaczeniem Ventura C.V w No. 299 Squadron, Transport Command.
B-34-VE

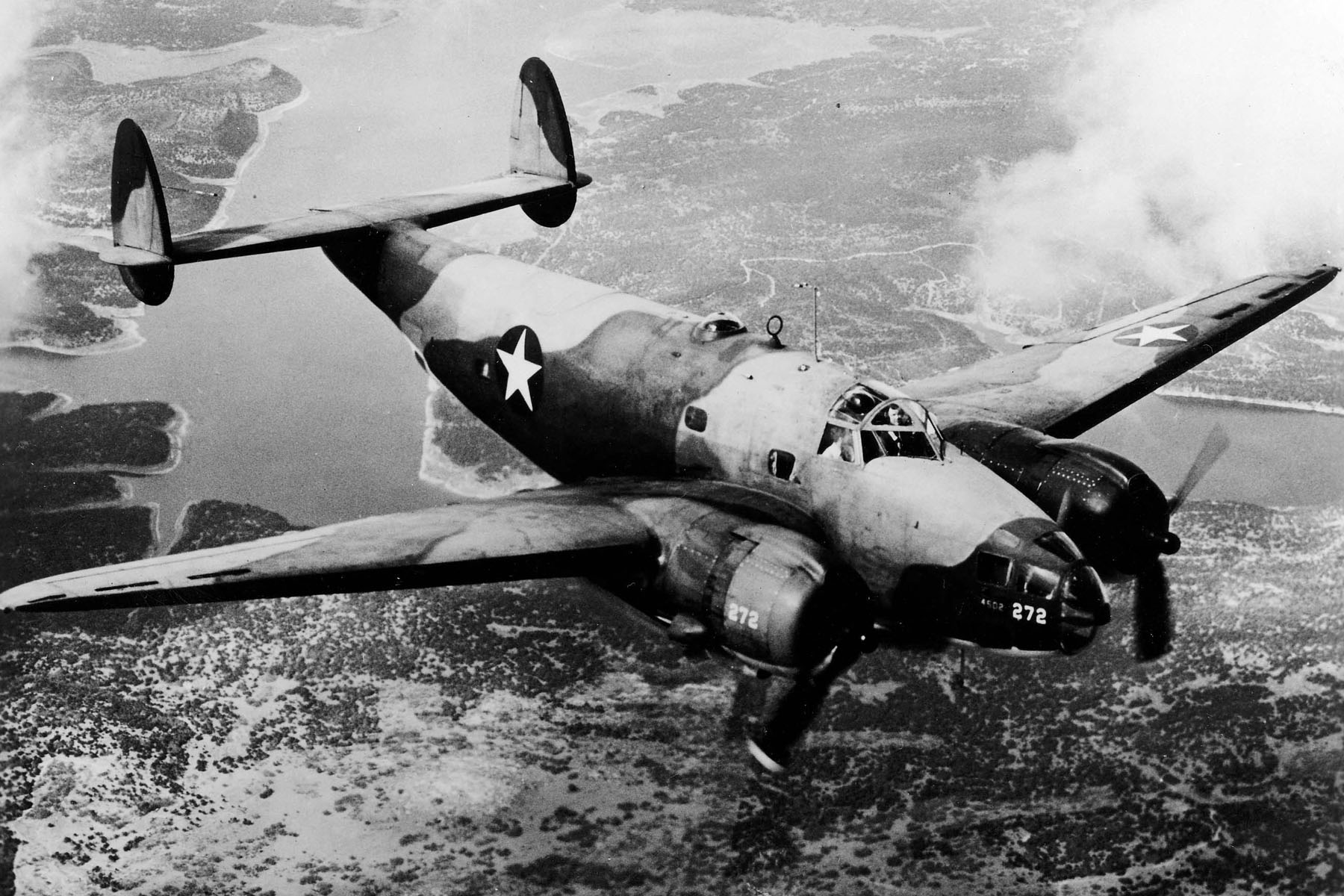
B-34 w locie

200 samolotów zamówionych dla RAF w ramach Lend-Lease (Model 137-27-02), samoloty zostały zamówione 13 sierpnia 1941, wszystkie nosiły numery seryjne AAF (41-38020/38219). Napęd stanowiły 2000-konne silniki Pratt & Whitney R-2800-31. Uzbrojenie stanowiły dwa nieruchome karabiny maszynowe 12,7 mm w przedniej części kadłuba, podwójne, ruchome karabiny maszynowy 7,62 mm w górnym, dolnym i przednim stanowiskach strzeleckich i pojedyncze karabiny 7,62 mm w bocznych stanowiskach. Po wejściu Stanów Zjednoczonych do wojny, dwadzieścia samolotów zostało przejętych przez AAF gdzie służyły jako RB-34-VE, w niektórych z nich górna wieżyczka została zastąpiona przez radar ASV.
B-34A-VE
66 samolotów zbudowanych dla RAF, RAAF, RCAF i RNZAF jako Ventura IIA, i 101 samolotów zbudowanych dla AAF (57 B-34A-2-VE - szkoleniowych bombowych, 28 B-34-3-VE szkoleniowych strzelców pokładowych, 16 B-34-4-VE holowniki celów). W październiku 1942 oznaczenia samolotów amerykańskich zostały zmienione z B-34 na RB-34.
B-34B-VE
Trzynaście samolotów z serii B-34-VE dostarczonych do AAF jako B-34-1-VE używanych do szkolenia nawigatorów, oznaczenie B-34 zostało w późniejszym czasie zmienione na RB-34.
B-34B-LO
Oznaczenie nadane 550 samolotom zamówionym w sierpniu 1941, oryginalnie jako O-56-LO. Zamówienie zostało anulowane, a oznaczenie B-34B zostało w późniejszym czasie nadane samolotom szkolenia nawigatorów.
XB-34B-VE
Nieoficjalne oznaczenie dla wersji PV-1 zaproponowanej dla AAF (Vega Temporary Design Designation V-147), nie weszła do produkcji.
B-37-LO
Pierwszy amerykański kontrakt na zmilitaryzowaną wersję Lodestara (Model 137-96-03) w ilości 550 egzemplarzy (numery seryjne Armii 41-37470/38019), podpisany 8 sierpnia 1941. Maszyny miały być napędzane silnikami Wright R-2600-13 (1700 KM) i służyć jako samoloty patrolowe i obserwacyjne. Samoloty z tego zamówienia miały być zbudowane w fabryce Lockheeda Plant B-1, skąd sufiks „LO” (wszystkie inne samoloty serii Ventura były budowane w fabryce Vega Plant A-1, co było oznaczane sufiksem „VE”). Oryginalnie samoloty zostały zamówione jako O-56-LO („O”, obserwation - obserwacyjne) ale zanim pierwszy samolot został ukończony, AAF przestał używać litery „O” do oznaczania swoich samolotów i maszyny z tego zamówienia zostały najpierw przemianowane na RB-34B-LO, a później na B-37-LO.
Po ukończeniu osiemnastu samolotów z tej serii (41-31470/31487) zdecydowano, że Plant B-1 był potrzebny do produkcji innych samolotów i kontrakt został anulowany. Pierwszy samolot z tej serii wzbił się w powietrze 21 września 1942, a ostatni został dostarczony w kwietniu 1943. Uzbrojenie stanowiły cztery karabiny maszynowe 7,62 mm, pięć 12,7 mm i do 2000 funtów (906 kg) bomb.
O-56-LO
Pierwsze oznaczenie wersji RB-34-LO/B-27-LO.
PV-1
Według umowy pomiędzy US Navy a AAF, Marynarka przejęła całkowitą odpowiedzialność za operacje lotnicze w ramach zwalczania okrętów podwodnych (ZOP). Niektóre z dywizjonów USN nadal używało do tego celu wodnosamolotów, ale część została przezbrojona w samoloty lądowe. 7 lipca 1942 dowództwo AAF zgodziło się zaprzestać zamawiania samolotów z serii B-34/37, aby Lockheed mógł się skoncentrować na produkcji samolotów przeznaczonych wyłącznie dla USN.
W pierwszym modelu przeznaczonym dla USN (Model 237-27-01) powiększono zapas paliwa z 1345 galonów na 1607 galonów (5091 litrów na 6083 litry). Napęd stanowiły 2000-konne silniki R-2800-31 używane w wersjach Ventura II i B-34. Uzbrojenie obronne zostało zmniejszone do czterech karabinów maszynowych 12,7 (dwa w przodzie kadłuba, dwa w górnej wieży) i dwóch 7,62 w tylnym stanowisku strzeleckim, komora bombowa została zmodyfikowana do przenoszenia do 3000 funtów (1361 kg) bomb, sześciu 325-funtowych (147 kg) bomb głębinowych lub jednej torpedy. Samoloty z wczesnej serii produkcyjnej miały jeszcze oszklone stanowisko bombardiera w przedniej części kadłuba, ale maszyny z późniejszych serii produkcyjnych otrzymały trzy dodatkowe, nieruchome karabiny maszynowe 12,7 mm które zainstalowano w tym miejscu i mogły przenosić osiem 5-calowych rakiet HVAR. Wszystkie samoloty z tej serii zostały wyposażone w radar typu ASD-1.
Pierwszy PV-1 został oblatany 3 listopada 1942. Pomiędzy grudniem 1942 a majem 1944 łącznie zbudowano, w ramach różnych kontraktów dla USN, 1600 samolotów. Część maszyn została przekazana dla RAF, RAAF, RCAF, RNZAF, SAAF i FAB.
Kilkanaście egzemplarzy zostało przekazanych do dywizjonów United States Marine Corps, gdzie były używane w jako tymczasowe nocne myśliwce. W tej roli liczba nieruchomych karabinów maszynowych strzelających do przodu została zwiększona do sześciu, załoga została zmniejszona do trzech osób i zainstalowano w nich brytyjski radar A.I Mk. IV.
PV-1P
Wersja foto-rozpoznawcza z dodatkowymi aparatami fotograficznymi, zmodyfikowane samoloty PV-1.
PV-2

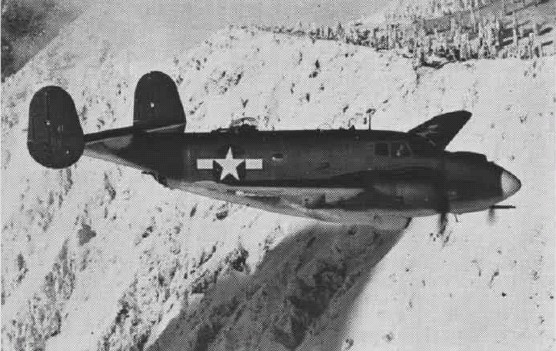
PV-2 w locie

Pierwszy prawdziwie „morski” model przeznaczony dla USN (Model 15-27-01). Samolot został w znacznym stopniu zmodyfikowany aby jak najlepiej odpowiadać wymaganiom Marynarki. Podstawowa nazwa modelu, Lockheed Model 37, została zmieniona na Vega Model 15, a pracami zespołu który dokonał modyfikacji samolotu kierował C. A. Forter. Zwiększono rozpiętość skrzydeł maszyny o 2,9 m do 22,86 m, przez co powierzchnia nośna wzrosła z 51,19 na 63,73 metry kwadratowe. W powiększonych skrzydłach umieszczono dodatkowe zbiorniki z paliwem, maksymalny zapas paliwa (przy użyciu zbiorników w komorze bombowej i odrzucanych zbiorników pod skrzydłami) wynosił teraz 1863 galony (7052 litry), w porównaniu z Venturą I wzrósł o 230%. Uzbrojenie zostało zestandaryzowane na pięć nieruchomych karabinów maszynowych 12,7 mm strzelających do przodu (dwa w kadłubie, trzy w zewnętrznym bąblu podkadłubowym) i po dwa karabiny maszynowe 12,7 mm w górnej wieży i w dolnym stanowisku strzeleckim. Samolot mógł być także uzbrojony w osiem 5-calowych rakiet HVAR przenoszonych pod skrzydłami oraz do 4000 funtów (1814 kg) bomb przenoszonych w komorze bombowej. Samolot mógł także przenosić po jednej bombie 1000-funtowej (454 kg) pod każdym skrzydłem zamiast rakiet HVAR.
Napęd nadal stanowiły silniki Wright R-2800-31 o mocy 2000 KM, według wyliczeń teoretycznych spodziewano się, że prędkość wznoszenia i w locie poziomym nowego samolotu będzie nieznacznie mniejsza, ale znacznie wzrośnie jego zasięg. 30 czerwca 1943 USN zamówił 500 samolotów jako PV-2 Harpoon (dosł. „harpun”), numery seryjne USN 37035/37534.
Pierwszy lot nowego samolotu odbył się 3 grudnia, samolot został oceniony bardzo dobrze, ale odkryto niebezpieczne marszczenie się powierzchni skrzydła. Problemowi próbowano zaradzić zmniejszając rozpiętość skrzydeł o sześć stóp (1,83 m), ale kiedy nie rozwiązało to problemu, całe skrzydła zostały poważnie zmodyfikowane.
W czasie wojny tylko dziewięć PV-2 zostało przekazanych do innych krajów (pięć do Brazylii i cztery do Nowej Zelandii), a po wojnie niepotrzebne już USN samoloty zostały przekazane siłom zbrojnym Francji, Włoch, Japonii, Holandii, Peru i Portugalii.
PV-2C
Pierwsze 30 maszyn, dostarczone w marcu 1944, z oryginalnymi, nieprzebudowanymi skrzydłami. Wewnętrzne, skrzydłowe zbiorniki paliwa produkowane przez podwykonawcę Lockheeda miały duże problemy z nieszczelnością i już w służbie zostały odłączone od systemu paliwowego samolotów.
PV-2D
Trzy serie produkcyjne (numer seryjne USN 37353/37634. 84057/84489 i 102001/102275) liczące łącznie 908 Harpunów zamówione przed końcem wojny. Do końca wojny ukończono tylko 35 maszyn, reszta kontraktów została anulowana. W samolotach serii PV-2D wzmocniono przednie uzbrojenie do ośmiu karabinów maszynowych. Ostatni samolot w tej wersji został dostarczony we wrześniu 1945 i produkcja samolotów Lockheed Model 37/137/237 Ventura i Vega Model 15 Harpoon została zakończona.
PV-2T
Oznaczenie niewielkiej ilości nieuzbrojonych maszyn używanych to szkolenia pilotów.
PV-3
Oznaczenie nadane ostatnim 27 samolotom Ventura II (AJ511/537) wybudowanych dla RAF-u, ale przejętych przez USN (numery seryjne USN 33925/33951).
PV-4
Proponowana wersja rozwojowa, Project V-154, z silnikami o mocy 2100 KM i zwiększonym uzbrojeniem. Nie wszedł do produkcji z powodu zakończenia wojny.

## Dane taktyczno-techniczne

### Wymiary i osiągi
|                                          | Ventura Mk. I | B-34A-VE | B-37-LO  | PV-1     | PV-2     |
| Rozpiętość skrzydeł (m)                  | 19,96         | 19,96    | 19,96    | 19,96    | 22,96    |
| Długość (m)                              | 15,67         | 15,67    | 15,67    | 15,77    | 15,87    |
| Wysokość (m)                             | 3,62          | 3,63     | 3,63     | 3,63     | 4,04     |
| Powierzchnia nośna (m2)                  | 51,19         | 51,19    | 51,19    | 51,19    | 63,73    |
| Masa własna (kg)                         | 7817          | 7836     | 8444     | 9161     | 9538     |
| Masa użytkowa (kg)                       | 10.206        | 11.612   | 12.247   | 14.096   | 15.272   |
| Maks. masa start. (kg)                   | 11.793        | 12.587   | 13.381   | 15.422   | 16.329   |
| Obciążenie powierzchni (kg/m2)           | 199,4         | 226,8    | 239,2    | 275,4    | 239,6    |
| Obciążenie mocy (kg/KM)                  | 2,8           | 2,9      | 3,6      | 3,5      | 3,8      |
| Prędkość maksymalna (km/h / wysokości m) | 502/4725      | 507/4725 | 479/4115 | 518/4205 | 454/4175 |
| Prędkość przelotowa (km/h)               | 438           | 370      | 319      | 274      | 275      |
| Czas wznoszenia na wys. (m/min)          | 620/1         | 4572/8,2 | 3048/5,5 | 680/1    | 497/1    |
| Pułap operacyjny (m)                     | 7620          | 7315     | 6830     | 8015     | 7285     |
| Zasięg normalny (km)                     | 1490          | 1530     | 2090     | 2190     | 2880     |
| Zasięg maksymalny (km)                   | -             | 4185     | 4335     | 2670     | 4715     |

### Uzbrojenie
|                          | Ventura Mk. I                               | B-34A-VE                | B-37-LO       | PV-1                                                     | PV-2                    |
| Przednie stanowisko      | 2x7,7                                       | 2x7,62                  | 2x7,62        | wczesne - 2x7,62 późne - brak nocny myśliwiec - brak     | -                       |
| Górna wieżyczka          | wczesne - Type C 2x7,7 późne - Type A 4x7,7 | Martin 250 CE, 2 x 12,7 | Martin 2x12,7 | Martin, 2x12,7                                           | Martin, 2x12,7          |
| Tylne/dolne stanowisko   | 2x7,7                                       | 2x7,62                  | 2x7,62        | 2x7,62 nocny myśliwiec - brak                            | 2x12,7                  |
| Boczne stanowiska        | -                                           | 2x1x7,62                | -             | -                                                        | -                       |
| Nieruchome, kadłubowe km | 2x7,7                                       | 2x12,7                  | 3x12,7        | wczesne - 2x12,7 późne - 5x12,7 nocny myśliwiec - 6x12,7 | 5x12,7 PV-2D - 8x12,7   |
| Ładunek bomb (kg)        | 1134                                        | 1361                    | 908           | 1316 bomb 8 rakiet HVAR 6 bomb głębinowych 1 torpeda     | 1814 bomb 8 rakiet HVAR |